# Emily Hoyos
Pour les articles homonymes, voir Emily et Hoyos.
Emily Hoyos, née le 6 janvier 1977  à Etterbeek, est une femme politique belge francophone, membre du parti Ecolo.

## Biographie
Emily Hoyos est licenciée en langue et littérature romanes (candidature à l'université Saint-Louis - Bruxelles et licence à l'université libre de Bruxelles).
Elle est coprésidente d'Ecolo, avec Olivier Deleuze, de 2012 à 2015. Le 13 octobre 2015, elle annonce qu'elle quitte définitivement la politique .
En 2017, elle est nommée présidente du conseil d'administration de l'UNamur.

### Vie privée
Son grand-père paternel, Georges Hoyos (1915-1999), était un général belge.
Elle est mariée avec Jean Leblon, ancien président de la Fédération des étudiants francophones et ancien chef de cabinet du ministre wallon Jean-Marc Nollet.

## Carrière politique
- De 1997 à 1999, présidente de la Fédération des étudiants francophones (FEF)
- De 1999 à 2004, secrétaire politique du ministre de l’Enfance Jean-Marc Nollet
- De 2005 à 2007, directrice du Service d’études de la Ligue des Familles
- DE 2007 à 2009, conseillère politique chez Ecolo
- De 2007 à 2009, conseillère CPAS à Profondeville
- De 2008 à 2009, conseillère communale à Profondeville
- De 2009 à 2012, députée et présidente du Parlement wallon, députée au Parlement de la Communauté française de Belgique
- De 2012 à 2015, coprésidente d'Ecolo avec Olivier Deleuze
- De 2012 à 2015, conseillère communale à Profondeville